# Parafia Świętego Krzyża w Szczecinie
Parafia pod wezwaniem Świętego Krzyża w Szczecinie – parafia rzymskokatolicka należąca do dekanatu Szczecin-Pogodno, archidiecezji szczecińsko-kamieńskiej, metropolii szczecińsko-kamieńskiej. Została erygowana w 1946. Siedziba parafii i kościół mieści się w Szczecinie przy ulicy Henryka Wieniawskiego.

## Miejsca święte

### Kościół parafialny
Kościół zbudowany w 1930 r. (stary kościółek) i w latach 1972–1978 r. (nowy kościół proj. Zbigniewa Abrahamowicza). Ściany obu kościołów dzieli przestrzeń ok. 70 cm, a całość przykrywa wspólny dach.